# Фаульбах
Фаульбах (нім. Faulbach) — громада в Німеччині, розташована в землі Баварія. Підпорядковується адміністративному округу Нижня Франконія. Входить до складу району Мільтенберг.
Площа — 10,97 км2. Населення становить 2588 ос. (станом на 31 грудня 2020).